# Garching-Hochbrück (metropolitana di Monaco di Baviera)
Garching-Hochbrück è una stazione di metropolitana di Monaco di Baviera, inaugurata il 28 ottobre 1995.
È servita dalla linea U6, ed ha due binari.